# Мишари (село)
Мишари (серб. Мишари / Mišari) — село в общине Власеница Республики Сербской Боснии и Герцеговины. Население составляет 183 человека по переписи 2013 года.